# Jasper (Misuri)
Jasper es una ciudad ubicada en el condado de Jasper en el estado estadounidense de Misuri. En el Censo de 2010 tenía una población de 931 habitantes y una densidad poblacional de 318,39 personas por km².

## Geografía
Jasper se encuentra ubicada en las coordenadas 37°20′8″N 94°18′10″O / 37.33556, -94.30278. Según la Oficina del Censo de los Estados Unidos, Jasper tiene una superficie total de 2.92 km², de la cual 2.87 km² corresponden a tierra firme y (1.86%) 0.05 km² es agua.

## Demografía
Según el censo de 2010, había 931 personas residiendo en Jasper. La densidad de población era de 318,39 hab./km². De los 931 habitantes, Jasper estaba compuesto por el 96.99% blancos, el 0.32% eran afroamericanos, el 0.21% eran amerindios, el 0.54% eran asiáticos, el 0% eran isleños del Pacífico, el 0% eran de otras razas y el 1.93% pertenecían a dos o más razas. Del total de la población el 0.54% eran hispanos o latinos de cualquier raza.